# Ouneine
Ouneine (àrab اوناين) és una comuna rural de la província de Taroudant de la regió de Souss-Massa. Segons el cens de 2014 tenia una població total de 7.866 persones.